# Cecilia Gallerani
Cecilia Gallerani, född 1473, död 1536, var en italiensk adelskvinna. Hon var älskarinna till Ludovico Sforza under hans tid som Milanos regent, fram till 1492. Hon tillhörde en hovfamilj. Hon skrev poesi och komponerade musik på latin och italienska. Hon utpekas som motiv för Damen med hermelinen av Leonardo da Vinci.